# Caenohalictus opaciceps
Caenohalictus opaciceps är en biart som först beskrevs av Heinrich Friese 1917.  Caenohalictus opaciceps ingår i släktet Caenohalictus och familjen vägbin. Inga underarter finns listade.